# Llei Fraga
La Llei de Premsa i Impremta de 1966 (en castellà, Ley de Prensa e Imprenta) de 1966, coneguda popularment com a Llei Fraga o Llei Fraga del 66 va ser una llei emesa a Espanya durant la dictadura franquista, que substituïa la llei de 1938 i alleujava la censura prèvia de qualsevol tipus de publicacions, fins llavors obligatòria que existia des de l'inici del franquisme a les publicacions editorials i periodístiques. Al seu preàmbul ja es parla de llibertat d'expressió i d'empresa.
Aprovada a proposta de Manuel Fraga Iribarne, ministre d'Informació i Turisme, va permetre una certa ampliació de la llibertat d'informació en llibres, diaris i revistes, encara que amb importants restriccions (respecte a les lleis del règim polític, dipòsit previ de les publicacions abans de la seua difusió i capacitat del govern espanyol per tancar-les de forma temporal o definitiva).
Amb aquesta llei, ja no calia demanar permís abans de publicar una cosa, però s'havia d'anar amb compte de no publicar res que infringís els límits, gens definits, imposats pel règim. Semblava en principi un augment de la llibertat d'expressió, i va ser una bona operació d'imatge en una època a la qual començaven a venir turistes estrangers a Espanya, hi havia emigració d'espanyols a l'estranger i es arrelaven els moviments que demanaven més llibertats. A la pràctica, el que va ocórrer és que alguns periodistes van imposar-se una autocensura, per por a les represàlies, més forta que la prèvia. Això s'explica perquè molts d'ells confiaven en el retorn dels censors envers les seves temptatives, abans podien intentar una versió més agosarada i, si no obtenien permís, escriure'n una altra modificada, fins a aconseguís una versió que aconseguís el permís. En desaparèixer el permís, molts van optar per no prendre riscs i passar directament a les versions més acords amb la dictadura.